# Индийский морской рис
Индийский морской рис (морской рис, тибикос, тиби, тибетский гриб, японский рис, водяной кефир) — зооглея (слизистые образования, образующиеся при жизнедеятельности бактерий). По внешнему виду напоминает рис. В настоящее время известно о двух разновидностях индийского морского риса: крупный и мелкий.

Индийский морской рис

Морской рис является симбиотической группой бактерий и микроорганизмов рода Зооглея, синтезирующей из сахара органические кислоты, различные ферменты и витамины.
При спиртовом и уксуснокислом брожениях, помимо спирта и уксусной кислоты, образуются также различные кислоты и другие продукты.

## История появления
В разных странах морской рис называют по-своему. В Мексике настой морского риса носит название «тиби». В России и СССР за ним закрепилось название морской рис. По-видимому, определение «морской» произошло от слова «заморский», что значит «привезённый из другой страны, из-за моря». Так, существует версия, что он получил это название благодаря сходству с полупрозрачными зёрнышками риса. Популяризацию морского риса начал польский врач Штильман. В Россию морской рис был завезён из Индии в XIX в. Поэтому за ним и закрепилось название «индийский».

## Использование в медицине
Не имея доказательств эффективности, используется только в альтернативной медицине, принимается в виде настоев мутного белого цвета с кисло-сладким вкусом, напоминающим квас.